# Биллинг, Филип
Филип Аньянву Биллинг (дат. Philip Anyanwu Billing; родился 11 июня 1996) — датский футболист, центральный полузащитник английского клуба «Борнмут».

## Клубная карьера
Воспитанник академии датского клуба «Эсбьерг». Его заметили скауты английского клуба «Хаддерсфилд Таун», после чего пригласили на просмотр во второй половине сезона 2012/13. После успешного прохождения просмотра он стал игроком футбольной академии йоркширского клуба. В октябре 2013 года Биллинг подписал свой первый профессиональный контракт. Проведя год в академии клуба, 26 апреля 2014 года Филип дебютировал в основном составе «терьеров» в матче Чемпионшипа против «Лестер Сити», выйдя на замену Джонатану Хоггу на 76-й минуте.
3 ноября 2015 года впервые вышел в стартовом составе «Хаддерсфилда» в игре против «Рединга». 13 февраля 2016 года в матче против «Ноттингем Форест» забил свой первый официальный гол за «терьеров» дальним ударом с 30 ярдов. 19 ноября 2016 года забил свой второй гол за клуб ударом «с лёта» с 20 ярдов в ворота «Кардифф Сити».
В сезоне 2016/17 провёл 24 матча и забил 2 мяча в Чемпионшипе и помог своей команде занять 5-е место, гарантировавшее участие в плей-офф за выход в Премьер-лигу. «Терьеры» выиграли плей-офф, обыграв «Шеффилд Уэнсдей» и «Рединг» (Биллинг в плей-офф не сыграл) и квалифицировались в высший дивизион английского футбола.
1 сентября 2018 года забил свой первый гол в Премьер-лиге в матче с «Эвертоном».
29 июля 2019 года перешёл в «Борнмут» за 15 млн фунтов. Биллинг подписал с «вишнями» пятилетний контракт.

## Карьера в сборной
Биллинг родился в Дании, его родители были родом из Нигерии. К нему обращались с предложением о выступлении за сборную Нигерии, однако он предпочёл выступать за молодёжные команды Дании. Биллинг выступал за сборные Дании до 19 и до 21 года.

## Достижения
«Наполи»
- Чемпион Италии: 2024/25

## Статистика

### Выступления за клубы
| Клуб             | Сезон            | Лига             | Лига | Лига | Кубок страны | Кубок страны | Кубок лиги | Кубок лиги | Прочие | Прочие | Итого | Итого |
| Клуб             | Сезон            | Дивизион         | Игры | Голы | Игры         | Голы         | Игры       | Голы       | Игры   | Голы   | Игры  | Голы  |
| ---------------- | ---------------- | ---------------- | ---- | ---- | ------------ | ------------ | ---------- | ---------- | ------ | ------ | ----- | ----- |
| Хаддерсфилд Таун | 2013/14          | Чемпионшип       | 1    | 0    | 0            | 0            | 0          | 0          | 0      | 0      | 1     | 0     |
| Хаддерсфилд Таун | 2014/15          | Чемпионшип       | 0    | 0    | 0            | 0            | 0          | 0          | 0      | 0      | 0     | 0     |
| Хаддерсфилд Таун | 2015/16          | Чемпионшип       | 13   | 1    | 0            | 0            | 0          | 0          | 0      | 0      | 13    | 1     |
| Хаддерсфилд Таун | 2016/17          | Чемпионшип       | 24   | 2    | 4            | 0            | 0          | 0          | 0      | 0      | 28    | 2     |
| Хаддерсфилд Таун | 2017/18          | Премьер-лига     | 16   | 0    | 4            | 0            | 2          | 1          | 0      | 0      | 22    | 1     |
| Хаддерсфилд Таун | 2018/19          | Премьер-лига     | 27   | 2    | 0            | 0            | 0          | 0          | 0      | 0      | 27    | 2     |
| Хаддерсфилд Таун | Итого            | Итого            | 81   | 5    | 8            | 0            | 2          | 1          | 0      | 0      | 91    | 6     |
| Борнмут          | 2019/20          | Премьер-лига     | 4    | 0    | 0            | 0            | 0          | 0          | 0      | 0      | 4     | 0     |
| Борнмут          | Итого            | Итого            | 4    | 0    | 0            | 0            | 0          | 0          | 0      | 0      | 4     | 0     |
| Всего за карьеру | Всего за карьеру | Всего за карьеру | 85   | 5    | 8            | 0            | 2          | 1          | 0      | 0      | 95    | 6     |

### Матчи Биллинга за сборную Дании
| Матчи Биллинга за сборную Дании | Матчи Биллинга за сборную Дании | Матчи Биллинга за сборную Дании | Матчи Биллинга за сборную Дании | Матчи Биллинга за сборную Дании | Матчи Биллинга за сборную Дании |
| ------------------------------- | ------------------------------- | ------------------------------- | ------------------------------- | ------------------------------- | ------------------------------- |
| №                               | Дата                            | Соперник                        | Счёт                            | Голы Биллинга                   | Соревнование                    |
| 1                               | 7 октября 2020                  | Фарерские острова               | 4:0                             | —                               | Товарищеский матч               |
| 2                               | 29 марта 2022                   | Сербия                          | 3:0                             | —                               | Товарищеский матч               |
| 3                               | 13 июня 2022                    | Австрия                         | 2:0                             | —                               | Лига наций УЕФА 2022/2023       |
| 4                               | 23 марта 2023                   | Финляндия                       | 3:1                             | —                               | Чемпионат Европы 2024 (отбор)   |
| 5                               | 26 марта 2023                   | Казахстан                       | 2:3                             | —                               | Чемпионат Европы 2024 (отбор)   |

Итого: 5 матчей / 0 голов; 4 победы, 0 ничьих, 1 поражение.